# Solanderia secunda
Solanderia secunda is een hydroïdpoliep uit de familie Solanderiidae. De poliep komt uit het geslacht Solanderia. Solanderia secunda werd in 1892 voor het eerst wetenschappelijk beschreven door Inaba. 